# 자트로파

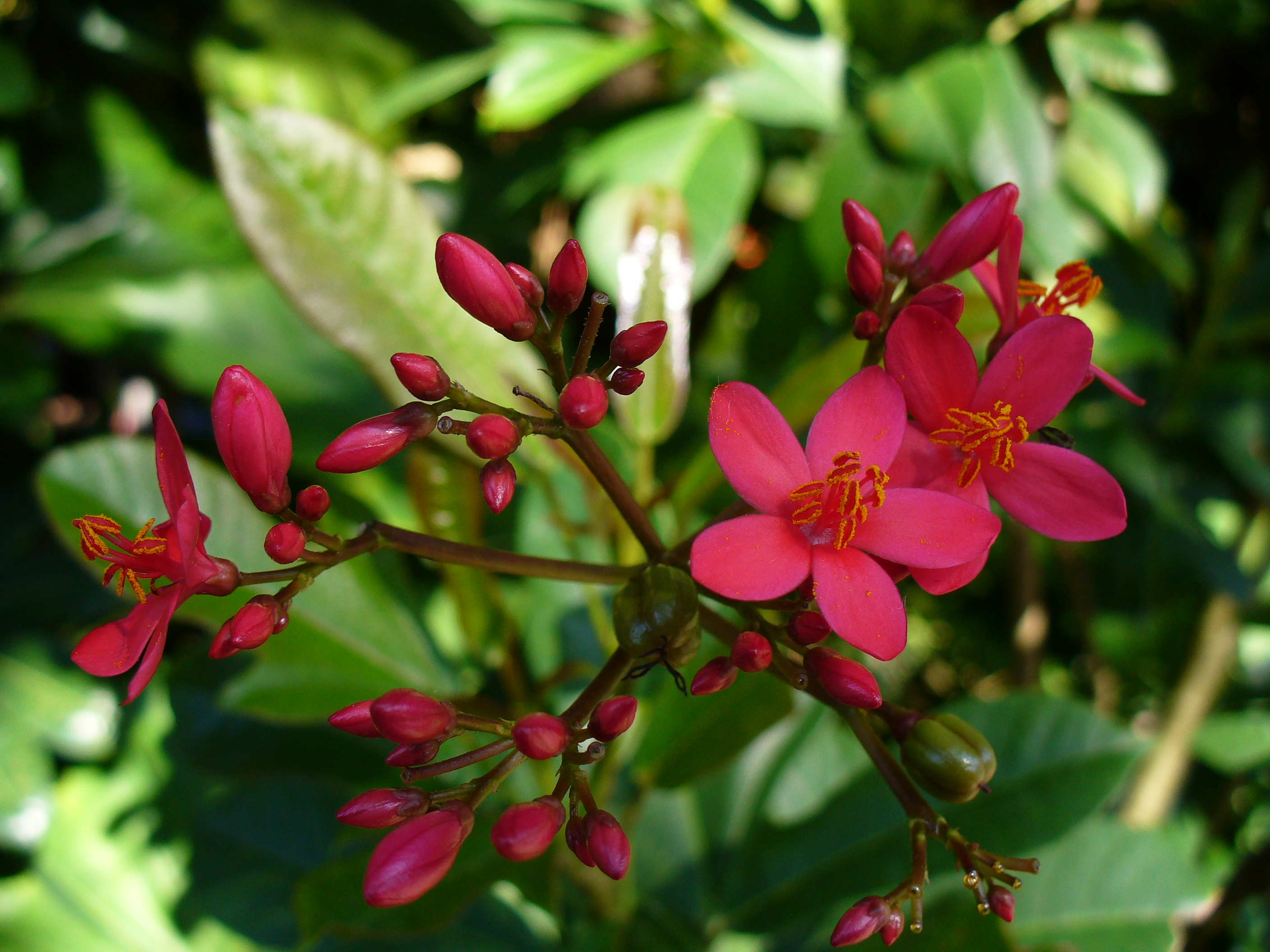
자트로파

자트로파(Jatropha)는 팽이과에 속하는 속씨식물로, netlespurge라고도 불린다. 약 170종의 다육식물, 관목, 나무를 포함하고 있는데, 대부분이 아메리카가 원산지이며, 수꽃과 암꽃을 따로 생산한다. 많은 에우포르비아과와 마찬가지로, 자트로파는 독성이 강한 화합물을 포함하고 있다. 자트로파 종은 전통적으로 바구니 제작, 태닝, 염료 생산에 사용되어 왔는데, 2000년대에 들어, Jatropa curcas라는 종이 바이오디젤 생산을 위한 작물로서 관심을 불러일으켰다. 바이오디젤 원료로의 개량에서 독성 화합물이 적은 Jatropa curcas 변종이 선택적으로 번식되었다.